# Ernst Grünewald
Ernst Friedrich Grünewald (* 1. März 1801 in Darmstadt; † 26. November 1848 ebenda) war ein deutscher Kupferstecher, Grafiker und Schriftsteller.

## Leben

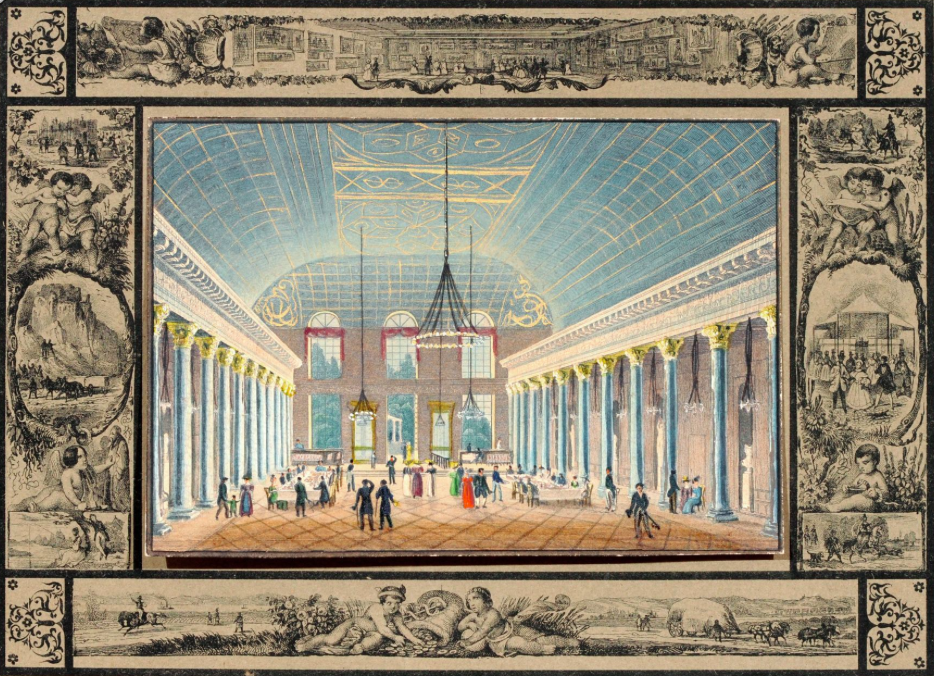
Das Innere des alten Kursaals in Wiesbaden, kolorierter Stahlstich, um 1828

Ernst Grünewald war ein Sohn des Darmstädter Kaufmanns und Ratsverwandten Philipp Grünewald (1752–1811) und dessen Ehefrau Anna Dorothea, geb. Schnepp (1761–1808). Nach dem Besuch des Gymnasiums seiner Vaterstadt erlernte er die Kupferstechkunst bei Johann Conrad Susemihl in Darmstadt und darauf bei Karl Ludwig Frommel in Karlsruhe.
In Karlsruhe kam er in Kontakt zu Ludwig Robert, Joseph von Auffenberg und Aloys Schreiber, die ihn bei der Entwicklung seines dichterischen Talentes unterstützten, in der Folge kam es zur Herausgabe eines Bandes „Dichtungen“ (1827) mit lyrischen und dramatischen Arbeiten. 1842–43 folgten noch zwei kleinere Bände „Grotesken“ mit humoristisch-satirischen Dichtungen.
Nach seiner Rückkehr nach Darmstadt erwarb er 1829 den Titel eines Hofkupferstechers und heiratete am 3. Dezember 1829 Helene Katharina Kern. Die folgenden Studien- und Wanderjahre führten ihn u. a. 1837 nach London und 1840 nach Hamburg. Zurück in seiner Heimat gründete er eine grafische Werkstatt, die er ab 1841 gemeinsam mit dem Engländer William John Cooke betrieb. Unter dem Namen Grünewald & Cooke beschäftigten sie sich zunehmend mit dem für die Buchproduktion wichtigen Stahlstich. Über fast zwei Jahrzehnte bestand dabei eine Zusammenarbeit Grünewalds mit dem Darmstädter C. W. Leske Verlag.

## Werke (Auswahl)
als Autor
- Dichtungen, 1827
- Grotesken, 2 Bände, 1842, 1843.

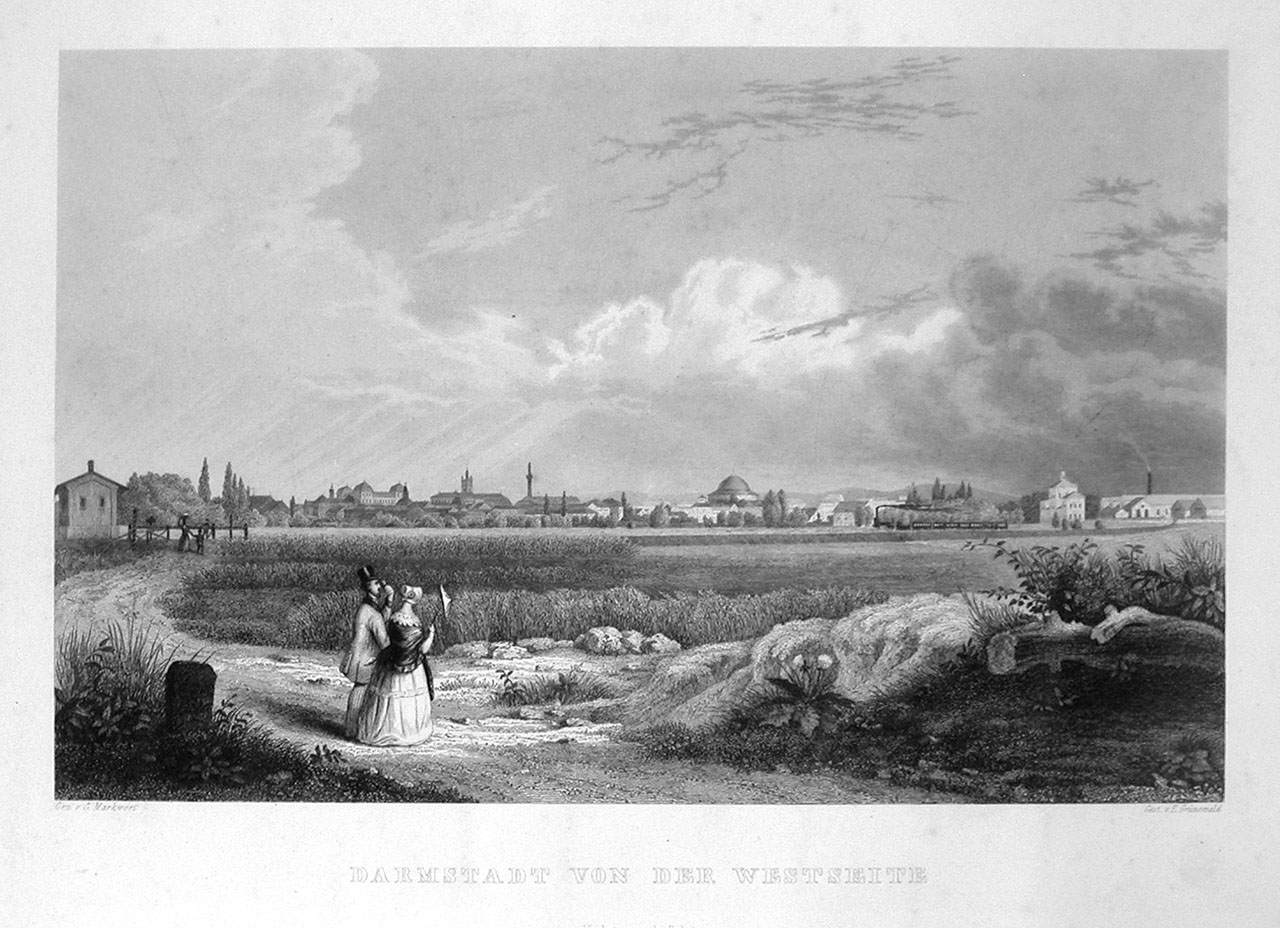
Darmstadt von der Westseite,
Georg Markwort (Zeichner);
Ernst Grünewald (Stahlstecher)

- Der Geburtstag oder: Die Schwiegermutter. Lustspiel in zwei Aufzügen von Charles Mathews, Deutsch von E. F. Grünewald, Hayn, Berlin 1844
- Der Diamantenschmuck. Lustspiel in fünf Aufzügen, Kern, Darmstadt 1846

als Kupferstecher und Graphiker
- Ansichten von Darmstadt und seinen Umgebungen/Vues de Darmstadt et ses environs, Leske, Darmstadt 1830
- Denkmale romantischer Baukunst am Rhein. F. Geier und R. Görz (Hrsg.), S. Schmerber, Nachfolger H. Keller, Frankfurt/Main 1846[3]
- Ansicht des Hamburger Pferdemarkts mit St. Jacobi
- Alter und Neuer Jungfernstieg an der Binnenalster. (Beide nach Zeichnungen von Johann Heinrich Sander).[4]